# Bruck an der Leitha
Pour les articles homonymes, voir Bruck.
Bruck an der Leitha (« Bruck-sur-Leitha » ; en hongrois : Lajtabruck, en slovaque : Most nad Litavou) est une ville d'environ 8 000 habitants située dans l'est de la Basse-Autriche. C'est le chef-lieu du district de Bruck an der Leitha. 

## Géographie
La ville se trouve près de la capitale de Vienne sur la rive nord-ouest de la Leitha, au pied de la montagne de la Leitha, à mi-chemin entre le Danube au nord et le lac de Neusiedl au sud. La rivière Leitha et les collines font la frontière de la Basse-Autriche avec le Land de Burgenland au sud-est ; la frontière nationale avec la Hongrie et la Slovaquie s'étend à quelques kilomètres à l'est. 
Son emplacement à proximité immédiate de l'autoroute A4 et de la voie ferrée qui mènent de Vienne à Budapest (Ostbahn) fait de Bruck une place économique importante. Parmi les entreprises établies dans la ville, il y a une filiale de Mars Incorporated qui se consacre à la fabrication de nourriture pour animaux domestiques. Jusque dans les années 1980, une grosse raffinerie de sucre s´y trouvait ; à sa place, il y a maintenant un moulin à huile fabriquant le biogazole, ainsi qu'un grand parc éolien. La gare de Bruck an der Leitha possède un raccordement direct avec le réseau de la S-Bahn de Vienne.

## Histoire
Au temps des Romains, c'est à cet endroit que la route de l'ambre traversait la Leitha avant d'atteindre la ville de Carnuntum. 
Vers l'an 800, les forces franciques de Charlemagne ont pu chasser les tribus des Avars du territoire à l'ouest de la Leitha, que le peuple des Bavarii occupait lors de la période suivante. La rivière limitrophe Lithaha est mentionnée pour la première fois dans un acte de Louis II, petit-fils de Charlemagne et roi de Bavière, en 833. À la fin du IXe siècle, les Magyars prennent possession de la plaine de Pannonie à l'est ; leurs provocations par la voie des armes sur le territoire de la Francie orientale ont pris fin après la bataille du Lechfeld en 955. Pour garantir la frontière avec la Hongrie sur la Leitha, l'empereur Otton II plaça le margraviat d'Autriche (en vieux haut allemand : Ostarrîchi) sous l'administration du comte Léopold Ier de Babenberg en 976.

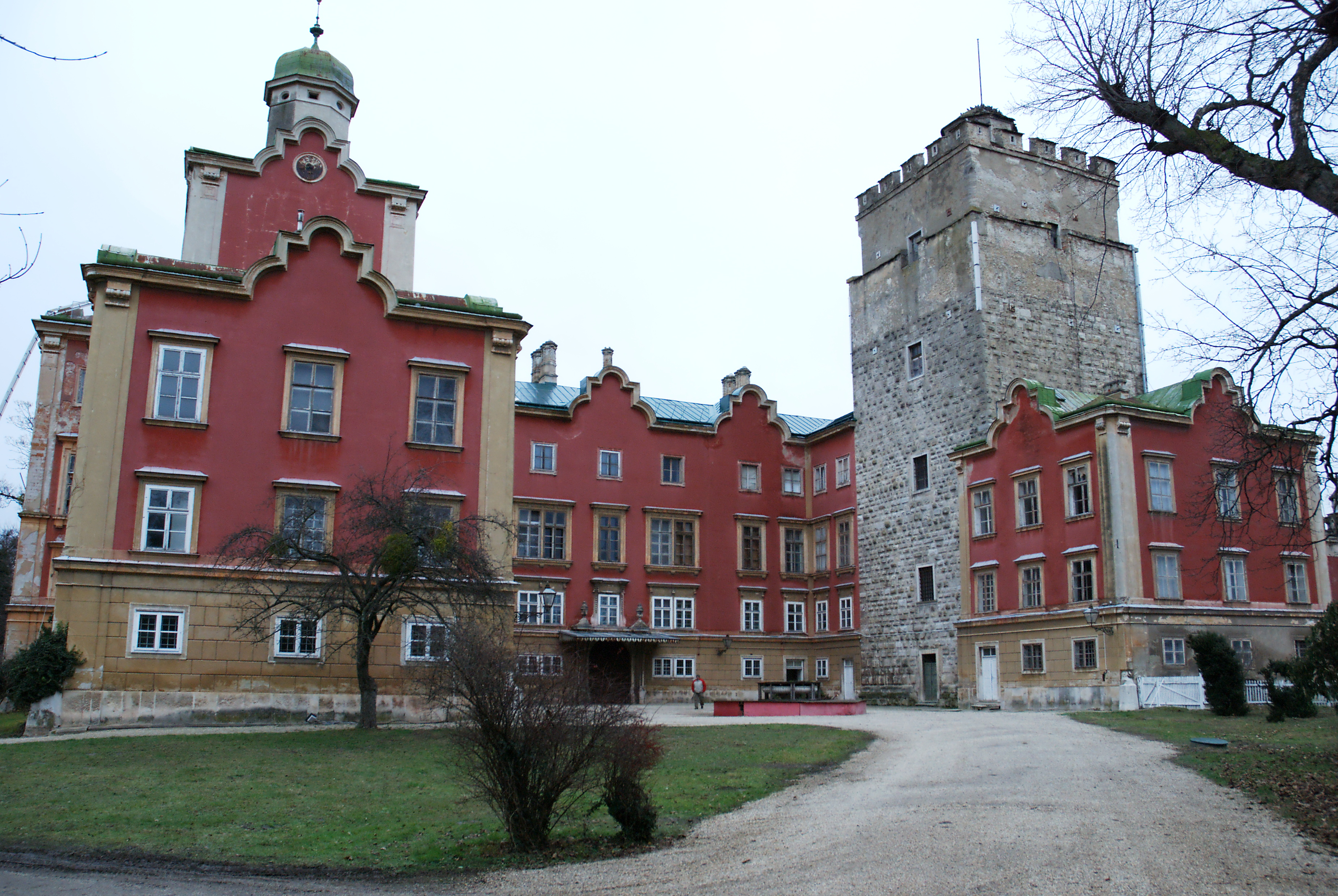
Le château de Prugg.

Bruck s'est développé au-dessous du château de Prugg, une forteresse construite pour protéger les domaines autrichiens contre les incursions des Magyars. En 1074, l'endroit est mentionné pour la première fois sous le nom de Aschirichesprucca, le « pont d'Ascherich » (d'après l'archevêque Astéric d'Esztergom), à l'occasion de sa donation par le roi Henri IV à l'évêque de Freising. Au cours du XIIe siècle, elle passe dans le domaine des Vohburg, des comtes de Sulzbach puis des seigneurs de Lengenbach. À partir de 1236, elle est placée sous la souveraineté directe des Babenberg. Le duc Léopold VI d'Autriche († 1230) avait concédé les droits municipaux à Bruck ; faisant partie des territoires héréditaires des Habsbourg à partir de 1276, le roi Rodolphe Ier a garanti aux citoyens une part permanente des recettes douanières.
Pendant les guerres entre Frédéric III de Habsbourg et le roi Matthias Corvin de Hongrie, la ville et le château furent pris pour une courte période par les forces hongroises en 1484. L'archiduc Maximilien d'Autriche, fils de Frédéric III et roi des Romains depuis 1486, arriva à les reconquérir en 1490. Bruck a été à nouveau dévastée par les troupes ottomanes du sultan Soliman Ier au cours du siège de Vienne en 1529. 
En 1546, le noble Léonard IV de Harrach (1514–1590) obtient la seigneurie de Bruck. Les Harrach ayant déjà acquis les domaines voisins de Rohrau ont été élevés au rang de barons du Saint-Empire par l'empereur Charles V en 1522 ; Léonard IV fut enlevé à l'ordre de la Toison d'or par le roi Philippe II en 1585. Charles Léonard de Harrach (1570–1628), le beau-père d'Albrecht von Wallenstein, fut élevé au comte du Saint-Empire (Reichsgraf) par l'empereur Ferdinand II. Le château de Prugg se trouve jusqu'à aujourd'hui dans la propriété de cette famille. Grâce à une garantie du grand vizir ottoman Kara Mustafa, la ville a été moins durement touchée par le second siège de Vienne en 1683.
En 1867, un grand camp militaire est installé à Bruckneudorf (Királyhida), juste de l'autre côté de la Leitha. À  partir de 1903, le bataillon de Bosnie-Herzégovine y est stationné. En octobre 1944 commence la construction du mur du sud-est qui devait protéger l´Allemagne nazie des troupes soviétiques. Cette construction est réalisée par la population locale, par des travailleurs forcés de l'Europe de l'Est et par des juifs hongrois. De décembre 1944 à mars 1945, 155 juifs meurent à Bruck. Le 29 mars, les travailleurs juifs sont rassemblés dans une marche de la mort vers Deutsch-Altenburg pour leur transfert au camp de concentration de Mauthausen.

## Culture et patrimoine

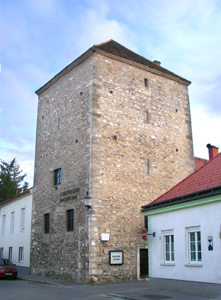
La tour des Hongrois (musée municipal).

Les monuments les plus remarquables sont le château Prugg, l'église baroque de la sainte Trinité (1702), une colonne de la Trinité (1694), les fortifications et deux fontaines de Antonius Bregno (1640).
Le château existait déjà en 1240. Il a été complètement rénové de 1707 à 1711 par l´architecte Johann Lukas von Hildebrandt avec des fresques de Bartolomeo Altomonte et des stucs de Santino Bussi. Depuis 1854-1858, le château se présente en style Tudor. Seul le parc est ouvert au public.
Le blason actuel avec l'aigle à deux têtes est utilisé depuis 2009.

## Personnalités
Le clarinettiste Anton Stadler (1753-1812) est originaire de Bruck.